# Teimuraz Ghonghadze
Teimuraz Ghonghadze gruz. თეიმურაზ ღონღაძე (ur. 8 września 1985 w Tbilisi) – gruziński piłkarz, grający na pozycji obrońcy, reprezentant Gruzji, od 2015 roku zawodnik Dila Gori.